# Antalya (zatoka)
Zatoka Antalya (tur. Antalya Körfezi) – zatoka na północnym Morzu Lewantyńskim we wschodniej części Morza Śródziemnego, na południe od prowincji Antalya w Turcji. Ma około 160 km szerokości (w najszerszym miejscu) i do ok. 2000 m głębokości. Nad brzegami zatoki leży miasto Antalya. Obejmuje niektóre z głównych nadmorskich kurortów Turcji, znane również jako „Riwiera Turecka”. 